# Nederlands Theater Festival
Het Nederlands Theater Festival (ook: TF of TF-1) is een jaarlijks theaterfestival in Amsterdam. Tot 2006 werd het festival samen met Vlaanderen georganiseerd als Het Theaterfestival. Het Nederlands Theater Festival start het nieuwe theaterseizoen met de vertoning van de tien beste voorstellingen van het voorbije seizoen, geselecteerd door een vakjury, en wil zo de etalage zijn van het Nederlands theater.

## Situering
Naast de officiële juryselectie programmeert het TF ook "het beste uit Vlaanderen"; voorstellingen die genomineerd zijn voor de Toneel Publieksprijs; jeugdtheatervoorstellingen die genomineerd zijn voor De Gouden Krekel (beste jeugdtheatervoorstelling) en het TF Debutantenbal. Op het festival worden ook prijzen uitgereikt als de Louis d'Or en de Theo d'Or.
TF is een gezamenlijk initiatief van Stadsschouwburg Amsterdam, Vereniging van Theatergezelschappen en –producenten, Theater Instituut Nederland, Bureau Promotie Podiumkunsten en Holland Festival. Het festival staat onder leiding van Jeffrey Meulman.
Tegelijkertijd met TF speelt zich het Amsterdam Fringe Festival af als antwoord op de officiële theaterselectie. Het Amsterdam Fringe Festival, "waar geen jury iets te vertellen heeft maar waar de theatermaker regeert", is gebaseerd op de fringe festivals zoals deze bestaan in bijvoorbeeld Edinburgh, Adelaide, Praag en Dublin.

## 2006
Selectie:
- U bent mijn moeder - HETPALEIS

## 2007
Van 30 augustus tot 9 september 2007 in Amsterdam. Voorzitter van de vakjury: Mieke van der Weij.
Selectie:
- De geschiedenis van de familie Avenier van Het Toneel Speelt
- Een totale Entführung van Muziektheater Transparant
- Mefisto for ever van Het Toneelhuis
- Richard III van Ro Theater
- Het Vierde Rijk van Toneelgroep Oostpool
- Vielfalt van Jakop Ahlbom
- Phaedra's love van Het Nationale Toneel
- Zijde van Orkater
- Mug inn van Mugmetdegoudentand in coproductie met Bellevue Lunchtheater
- Mightysociety 4 van Mightysociety

## 2008
Selectie:
- Romeinse tragedies - Toneelgroep Amsterdam
- Kamp Jezus - Wunderbaum
- Missie - KVS
- Laatste Nachtmerrie - Laura van Dolron
- Rococo - Hotel Modern
- www.win-een-auto.com - Bad van Marie
- U bevindt zich hier - Dries Verhoeven
- Tourniquet - Abattoir Fermé

## 2009
TF 2009 vond plaats van 3 t/m 13 september en trok ruim 17000 bezoekers.
De vakjury selecteerde volgende voorstellingen:
- De Geit of, Wie is Sylvia? - Onafhankelijk Toneel
- Tien Geboden - NTGent en Wunderbaum
- Carmen - Nationale Toneel en Stella Den Haag ism het Koninklijk Conservatorium, De Nieuwe Opera Academie en de Koninklijke Schouwburg
- Brandhout. Een irritatie – tg STAN
- De grote verkiezingsshow. Een zaak tegen de burger. – Het Zuidelijk Toneel
- DegrotemonD – SKaGeN
- Ben ik al geboren? – Toneelgroep De Appel
- Heelhuids & Halsoverkop, een countrymusical – Noord Nederlands Toneel en Club Guy & Roni
- Amateurs – Nieuw West
- Mighty Society6 – Mighty Society
- The Broken Circle Breakdown – Compagnie Cecilia en MiramirO

## 2010
TF 2010 vond plaats van 2 t/m 12 september 2010 in Amsterdam.
Selectie:
- Wandelen op de Champs-Elysées met een schildpad om de wereld beter te kunnen bekijken, maar het is moeilijk thee drinken op een ijsschots als iedereen dronken is - FC Bergman (*)
- Hannah en Martin - mugmetdegoudentand
- Dit is mijn vader – Het Beloofde Feest deel III - Ilay den Boer / Het Huis van Bourgondië (*)
- A l'attente du Livre d'Or - Campo en KVS (*)
- Over Dieren - Het Nationale Toneel
- UNDERGROUND De contracten van de koopman | De werken van Barmhartigheid - NTGent en Theater Antigone
- Elf minuten - Noord Nederlands Toneel
- Van de brug af gezien - Toneelgroep Oostpool
- Branden. De verwoestende kracht van oorlog en haat - Ro Theater
- Woeste Hoogten - Theater Artemis

De voorstellingen met een (*) werden (ook) op het Vlaamse Theaterfestival gespeeld.
vakjury: Jury: Adelheid Roosen (juryvoorzitter, theatermaker), Steven Peters (dramaturg), Jan van der Putten (directeur Verkadefabriek Den Bosch), Oscar Wibaut (directeur Koninklijke Schouwburg Den Haag), Clara van den Broek (auteur, actrice) en Els Steegmans (directeur Schrijverspodium).

## 2011
- De Kus - Hummelinck Stuurman Theaterproducties
- Kinderen van de zon - Toneelgroep Amsterdam en NTGent
- Al mijn zonen - TA-2 en Toneelschuur Producties
- Bij het kanaal naar links - De Mexicaanse Hond en Olympique Dramatique
- Natives II - Wunderbaum
- FREETOWN - Dood Paard
- mightysociety8 - mightysociety
- Sartre zegt sorry - Het Nationale Toneel/Laura van Dolron
- Emilia Galotti - Het Nationale Toneel
- De storm - De Toneelmakerij en Firma Rieks Swarte

## 2012
- Oom Wanja - Hummelinck Stuurman Theaterproducties
- Husbands - Toneelgroep Amsterdam
- Dood van een handelsreiziger - Ro Theater
- Alma - De Warme Winkel
- Bloed & Rozen - Toneelhuis
- Disisit - Benjamin Verdonck/Toneelhuis/KVS
- Viva la naturisteracion - De Utrechtse Spelen en De warme winkel
- Bimbo - Boogaerdt/VanderSchoot
- Bedrog - Tg STAN
- Am Ziel - Toneelschuur productie

## 2013
- De Verleiders (de casanova’s van de vastgoedfraude) - BOS Theaterproducties
- Dom Juan - Noord Nederlands Toneel
- Orlando - Toneelhuis
- Na de repetitie / Persona - Toneelgroep Amsterdam
- Platonov - NTGent
- Somedaymyprincewill.com - Trouble Man / Sadettin Kirmiziyüz
- De Sunshine Show - Esther Scheldwacht
- Mightysociety10 - Mightysociety (Eric de Vroedt)
- 4.48 Psychosis - Toneelschuur productie (Thibaud Delpeut)
- A Brief History of Hell - Abattoir Fermé

## 2014
- Hamlet vs Hamlet - Toneelhuis / Toneelgroep Amsterdam
- De pelikaan - Toneelgroep Amsterdam
- Lange dagreis naar de nacht / Achterkant - Toneelgroep Amsterdam / De Warme Winkel
- Fellini - Noord Nederlands Toneel
- De ideale man – Het Nationale Toneel / NTGent
- ANNE – Imagine Nation voor Theater Amsterdam i.s.m. Het Nationale Toneel
- Hollandse Luchten 1: Jeremia - Trouble Man / Frascati producties
- The truth about Kate - Frascati producties (Davy Pieters)
- Met mijn vader in bed (wegens omstandigheden) - Toneelschuur producties
- Who's afraid of virginia woolf - Toneelschuur producties / Toneelgroep Oostpool
- Schijn - Fahd Larhzaoui / Nonprofit Kapitalist

vakjury: Boris van der Ham (voorzitter)

## 2015
- Genesis - Het Nationale Toneel
- Gavrilo Princip - De Warme Winkel
- De Verleiders (door de bank genomen) - BOS Theaterproducties
- The Fountainhead - Toneelgroep Amsterdam
- Medea - Toneelgroep Amsterdam
- Een bruid in de morgen - TA-2 en Frascati Producties
- Angels in America - Toneelgroep Oostpool
- Horror - Jakop Ahlbom
- Kunsthart - Mugmetdegoudentand
- Nobody Home - Daria Bukvić
- Mansholt - Stichting Jan Vossen (geselecteerd als elfde, de locatietheater voorstelling)

vakjury: Boris van der Ham (voorzitter)

## 2016
- Een soort Hades - Theater Utrecht
- De revisor  - Nationale Toneel
- Dit zijn de namen - NTGent
- Borgen - Noord Nederlands Toneel
- Kings Of War - Toneelgroep Amsterdam
- De familie Mansøn - Orkater/De Nieuwkomers en Lars Doberman
- De wilde eend - Liliane Brakema
- They Are Just Kids - Toneelgroep Oostpool
- De Man door Europa - Stichting Nieuwe Helden
- De Lady Macbeth uit het district Mtsensk - De Warme Winkel/De Hotshop
- Helpdesk - Wunderbaum

vakjury: Ferry Mingelen (voorzitter), Walther van den Heuvel (vicevoorzitter), Cecile Brommer, Keimpe de Jong, Anneke van der Linden, Wybrich Kaastra, Jeannette Smit en Karin Veraart.

## 2017
- De Vader - Senf Theaterpartners i.s.m. Kik Productions
- RACE  - Het Nationale Theater
- De Warme Winkel speelt de Warme Winkel  - De Warme Winkel
- Risjaar Drei  - Toneelhuis/Olympique Dramatique
- De dingen die voorbijgaan - Toneelgroep Amsterdam / Toneelhuis
- Ivanov - Toneelschuur producties
- Troje Trilogie - Toneelschuur producties
- Volpone - Dood Paard
- Five easy pieces - Campo Gent / Milo Rau
- Zvizdal - Berlin / Het Zuidelijk Toneel
- DAD - Theaterbureau De Mannen

vakjury: Ferry Mingelen (voorzitter), Walther van den Heuvel (vicevoorzitter), Cecile Brommer, Keimpe de Jong, Anneke van der Linden, Wybrich Kaastra, Jeannette Smit en Karin Veraart.

## 2018
- Para - KVS
- Oedipus - Toneelgroep Amsterdam
- Salam - Noord Nederlands Toneel
- The Nation (1-6) - Het Nationale Theater
- Conversations (at the End of the World) - Het Zuidelijk Toneel
- Revolutionary Road - Theater Rotterdam en Toneelschuur producties
- Daar gaan we weer (White Male Privilege) - Wunderbaum en Theater Rotterdam
- UR - Urland en Theater Rotterdam
- Platina - Toneelhuis en Zuidpool
- The Bright Side of Life - Theater Utrecht en New Dutch Connection
- Kogelvis - Toneelgroep Oostpool, Introdans en Het Gelders Orkest (geselecteerd als elfde, de locatietheater voorstelling)

vakjury:  Ferry Mingelen (voorzitter), Walther van den Heuvel (vice-voorzitter), Christiaan Mooij, Cecile Brommer, Sander Janssens, Anneke van der Linden, Mirjam van Tiel en Keimpe de Jong

## 2019
- A Seat At The Table - Black Sheep Can Fly/Saman Amini
- Turks fruit - Hummelinck Stuurman Theaterproducties
- Het verhaal van het verhaal - Theater Artemis en Het Zuidelijk Toneel
- GAS - Toneelgroep Jan Vos
- Melk & Dadels - ROSE stories/Daria Bukvić
- All Inclusive - Julian Hetzel
- Citizen K. - Trouble Man/Het Nationale Theater
- Vincent Rietveld gaat voor de Louis d’Or - De Warme Winkel en Grand Theatre Groningen
- De verse tijd - Toneelhuis en Dood Paard
- Hin und her - ‘t Barre Land en Tijdelijke Samenscholing & Co
- Pinokkio - Veenfabriek en La Compagnie du Tire-Laine (geselecteerd als extra locatietheater voorstelling)
- Permanent Destruction – The SK Concert - Theater Utrecht, Rudolphi Producties en C-Takt (geselecteerd als extra locatietheater voorstelling)

vakjury: Haddasah de Boer (voorzitter), Sander Janssens, Anneke van der Linden, Christiaan Mooij, Marijke Schaap, Mirjam van Tiel en Saskia Tilanus